# Meleon tsaratanana
Meleon tsaratanana là một loài nhện trong họ Salticidae.
Loài này thuộc chi Meleon. Meleon tsaratanana được Dmitri Viktorovich Logunov & Azarkina miêu tả năm 2008.